# 司可福串注圣经
司可福串註圣经（Scofield Reference Bible）是一种广为流传的研读本圣经（study Bible），在第二次世界大战结束时已经发行了200万册。由美国神学家司可福（Cyrus I. Scofield）、毕尔逊（Arthur Tappan Pierson）等7位作者编写，由牛津大学出版社出版，其基础经文是传统的钦定版圣经。1909年初版，1917年又发行修订版。   
司可福串注圣经宣扬时代论神学和前千禧年论，对启示录的解释在美国基要派信徒中影响颇大。.
司可福串註圣经的1917年版本已经属于公有领域。1967年，牛津大学出版社又出版了根据略微现代的钦定版圣经的新修订本。